# Olympia 1966 (album de Gilbert Bécaud)
Albums de Gilbert Bécaud
La Vie d'garçon Âge tendre et tête de bois
(1967)
Olympia 1966 est enregistré le soir de la première le 3 février 1966 et accompagné de Gilbert Sigrist et le Grand Orchestre de l'Olympia sous la direction de Jean-Michel Defaye. 
Ce quatrième 33 tours 30 cm (La Voix de son Maître - FELP 308) en direct de l'Olympia est sorti le 24 février 1966.

## Face A
1. Le Petit Oiseau de toutes les couleurs (Maurice Vidalin/Gilbert Bécaud) [3 min 10 s]
2. Viens dans la lumière (Pierre Delanoë/Gilbert Bécaud) [2 min 50 s]
3. Les Jours meilleurs (Maurice Vidalin/Gilbert Bécaud) [2 min 40 s]
4. Je t'aime (Maurice Vidalin/Gilbert Bécaud) [3 min 10 s]
5. Rosy and John (Maurice Vidalin/Gilbert Bécaud) [4 min 10 s]
6. T'es venu de loin (Louis Amade/Gilbert Bécaud) [3 min 25 s]

## Face B
1. Seul sur son étoile (Maurice Vidalin/Gilbert Bécaud) [3 min 50 s]
2. Le petit prince est revenu (Gilbert Bécaud/Louis Amade) [3 min 20 s]
3. Je t'attends (Charles Aznavour/Gilbert Bécaud) [2 min 10 s]
4. Quand il est mort le poète (Louis Amade/Gilbert Bécaud) [4 min 00 s]
5. L'Orange (Pierre Delanoë/Gilbert Bécaud) [4 min 15 s]
6. Nathalie (Pierre Delanoë/Gilbert Bécaud) [4 min 35 s]